# 薇拉·凯瑟
薇拉·凯瑟（英語：Willa Cather，1873年12月7日—1947年4月24日），美國作家，以"One of Ours"一書，於1923年得到普立茲獎，作品以擅長描寫女性及美國早期移民的拓荒開墾生活而聞名（著作如《哦·拓荒者！》及《我的安東妮亞》)，為美國重要的鄉土作者之一。她在内布拉斯加州长大，毕业于内布拉斯加大学。在匹兹堡生活和工作了十年，然后在她33岁时搬到了纽约，在那里度过了余生。

## 生平

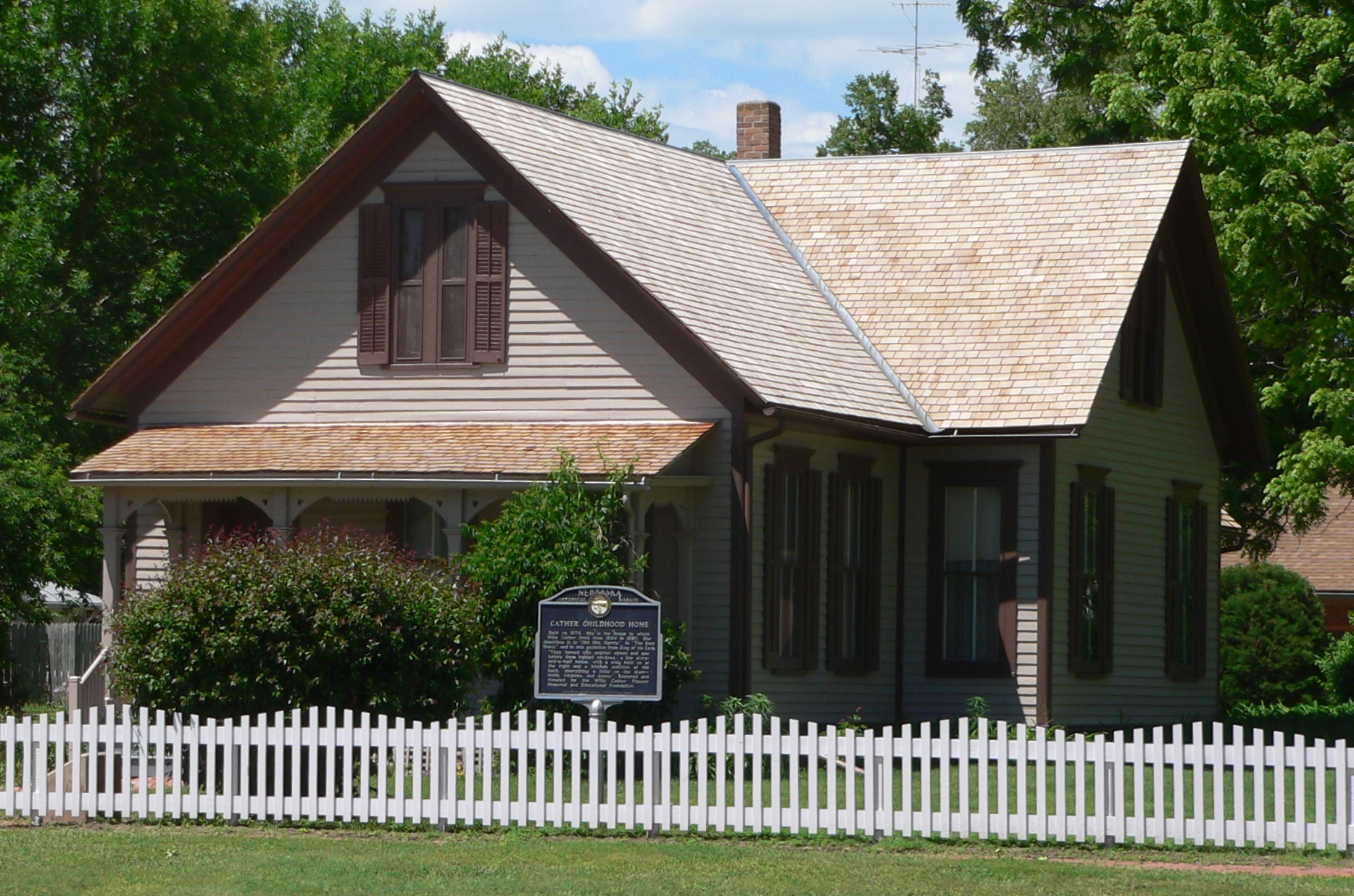
薇拉·凯瑟在内布拉斯加的房子

薇拉·凯瑟生於維吉尼亞州溫徹斯特，9岁时隨家人移居内布拉斯加州，薇拉有六个弟妹：Roscoe，Douglass，Jessica，James，John和Elsie。根据薇拉的传记作者Hermione Lee描述，薇拉与弟弟关系很好，与妹妹关系不十分亲密。在女性長輩的財務支持下，她毕业于内布拉斯加大学，成為當時少數擁有大學學歷的女性之一，她熱愛寫作，學生時期常在Nebraska State Journal發表文章，大學畢業後當過高中教師及 McClure's 雜誌社總編輯。
她於1906年由内布拉斯加遷至紐約，任職於 McClure's 雜誌社，1908年升為總編輯，於業餘寫作，並擁有多位文壇上的好友。她的第一本著作為 "Alexander's Bridge" ，文風深受亨利·詹姆斯影響，後認識作家Sarah Orne Jewett，建議她改變寫作方向，多描述自己的故鄉内布拉斯加，她因而回到故鄉尋找寫作靈感，而那些著作(My Antonia 及 O! Pioneers!)使她深受文藝評論及讀者歡迎。

## 个人生活
19世纪90年代初薇拉·凯瑟作为一名学生在内布拉斯加大学时，有着男性化的绰号“威廉”，喜欢穿着男性化的服装。内布拉斯加大学的档案照片中显示凯瑟穿得像一个年轻的男子。
凯瑟終生未婚，因與數位女性過從甚密，且在紐約工作時與女性同事共居一屋，故曾被質疑為女同性戀者，但她否認。由於平日來往的書信已在死前被她焚毀，雖有少數保存在美國大學圖書館的書信留傳下來，但她在遺書中言明不許對外公開生平書信內容，因而學界至今遲遲還未能證明她的真實性向。
1947年4月24日凯瑟在纽约由于脑出血而死亡，被埋葬在新罕布什尔州Jaffrey的一处墓地内。

## 书籍

### 非小说类
- Willa Cather 和 Georgine Milmine, The Life of Mary Baker G. Eddy and the History of Christian Science (1909, 1993)
- Not Under Forty (1936 )
- On Writing (1949, 1988, ISBN 978-0-8032-6332-1 )

### 小说
- Alexander's Bridge (1912)
- O Pioneers! (1913)
- The Song of the Lark (1915)
- My Ántonia (1918)
- One of Ours (1922)
- A Lost Lady (1923)
- The Professor's House (1925)
- My Mortal Enemy (1926)
- Death Comes for the Archbishop  (1927)
- Shadows on the Rock (1931)
- Lucy Gayheart (1935)
- Sapphira and the Slave Girl (1940)